# Inman, Kansas
Inman là một thành phố thuộc quận McPherson, tiểu bang Kansas, Hoa Kỳ. Năm 2010, dân số của xã này là 1377 người.

## Dân số
Dân số các năm:
- Năm 2000: 1142 người
- Năm 2010: 1377 người